# 5833 Peterson
Az 5833 Peterson (ideiglenes jelöléssel 1991 PQ) egy kisbolygó a Naprendszerben. Henry Holt fedezte fel 1991. augusztus 5-én.